# Río Morača
El Morača (cirílico: Морача) es un río de Montenegro. Nace en el norte de Montenegro cerca del monte Rzaca. A continuación, fluye en dirección sudeste unos 113 km antes de desembocar en el lago Skadar.

## Descripción
Cerca de su fuente el río discurre por un cañón en forma de 
torrente por el norte de 
Podgorica. Se le incorpora, en la zona norte de esta ciudad, su principal afluente, el río Zeta. El río entra después en una llanura bastante plana antes de desembocar en el lago Skadar.
La anchura del río es generalmente poca y hace casi imposible la navegación. El cañón, tallado por el río, es un corredor natural que une la costa de Montenegro con el interior del país y con Serbia. El río es uno de los símbolos de la ciudad de Podgorica.
El monasterio de Morača, fundado en 1252, por Stefan, hijo de Vukan Nemanjic, el rey del Principado de Zeta, está ubicada al norte del cañón que forma el río.
- Datos: Q157736
- Multimedia: Morača River / Q157736